# Fast Food Song
Fast Food Song é uma canção do grupo britânico de bubblegum dance Fast Food Rockers, como single de estreia do grupo. Esta canção foi baseada na música folclórica marroquina "A Ram Sam Sam", e a mesma faz menções ao McDonald's, Kentucky Fried Chicken e Pizza Hut. A canção chegou ao número 2 no Reino Unido e o número 1 na Escócia.

## Desempenho nas tabelas musicais

### Tabela musical
| Tabela musical (2003)                   | Posição de pico |
| --------------------------------------- | --------------- |
| Austrália - (ARIA)                      | 56              |
| União Europeia - (Eurochart Hot 100)    | 8               |
| Irlanda - (IRMA)                        | 24              |
| Escócia - (Official Charts Company)     | 1               |
| Reino Unido - (Official Charts Company) | 2               |

## Versão de DJ Ötzi
Burger Dance é uma versão gravada pelo artista austríaco DJ ÖTZI com Eric Dikeb, e que foi lançado em julho de 2003. Esta canção chegou ao número um na Alemanha e o top 10 na Áustria e Suíça.

### Lista de Faixas
CD Maxi-single (Europe, 2003)
1. "Burger Dance" (Party Version) – 3:24
2. "Summer Of '69" – 3:21
3. "Burger Dance" (International Remix) – 3:17
4. "Burger Dance" (Single Version) – 3:42
5. "Burger Dance" (Karaoke Version) – 3:24

## Desempenho nas tabelas musicais

### Tabela musical
| Tabela musical (2003)               | Posição de pico |
| ----------------------------------- | --------------- |
| Áustria - (Ö3 Austria Top 40)       | 3               |
| Alemanha - (Official German Charts) | 1               |
| Suíça - (Schweizer Hitparade)       | 7               |